# Уравнение Ван-Деемтера
Уравнение Ван-Деемтера используется в хроматографии и описывает зависимость между высотой, эквивалентной теоретической тарелке, и средней линейной скоростью подвижной фазы.
Краткая форма уравнения:
{\displaystyle H=A+{\frac {B}{\bar {u}}}+C{\bar {u}},}
где H — высота, эквивалентная теоретической тарелке (ВЭТТ),
ū — средняя линейная скорость подвижной фазы,
А — слагаемое вихревой диффузии,
В — слагаемое продольной диффузии,
С — слагаемое массопереноса.
На рисунке 1 представлена типичная форма кривой Ван-Деемтера. Из неё можно сделать некоторые важные для практической работы выводы.
График представляет собой гиперболу с минимумом значения Н в точке ūопт {\displaystyle ={\sqrt {B/C}}}. Из этого следует, что для каждой хроматографической колонки существует оптимальная линейная скорость подвижной фазы, при которой ВЭТТ минимальна (а эффективность колонки максимальна, то есть пик на хроматограмме получается наиболее узким).

### Средняя линейная скорость подвижной фазы (ū).
Может быть легко рассчитана исходя из длины колонки и времени удерживания неудерживаемого вещества (такого вещества, которое практически не адсорбируется неподвижной фазой колонки, например, н-бутана для некоторых капиллярных колонок в газовой хроматографии) :
{\displaystyle {\bar {u}}={\frac {L}{t_{m}}},}
где ū — средняя линейная скорость подвижной фазы,
L — длина хроматографической колонки,
tm — время удерживания неудерживаемого вещества.

### Слагаемое А.
Подвижная фаза может двигаться через колонку разными путями. Проще говоря, молекулы вещества могут выбирать различные траектории движения вокруг частиц неподвижной фазы, что приводит к уширению пика на хроматограмме. Этот эффект называют вихревой диффузией. Он зависит от размера и формы частиц неподвижной фазы, а также от качества набивки колонки, но не зависит от скорости подвижной фазы. Чем больше диаметр колонки и чем ниже качество набивки, тем сильнее размытие пика. Исходя из всего сказанного, слагаемое А можно уменьшить, используя адсорбент с малым размером и ровной формой частиц и качественно набив им колонку, но ценой повышения давления в системе.
А рассчитывается по формуле:
{\displaystyle A=2\lambda d_{p},}
где λ — множитель, характеризующий неравномерность набивки колонки адсорбентом,
dp — средний размер частиц.

### Слагаемое В.
Слагаемое В прямо пропорционально коэффициенту диффузии DG анализируемых компонентов в подвижной фазе. Из-за разницы давлений, возникающих в колонке при протекании по ней подвижной фазы, в начале и конце колонки давление становится ниже, чем в её середине. Это приводит к разности концентраций анализируемого компонента, и вызывает продольную диффузию его молекул в обе стороны (вдоль и против потока). Слагаемое В играет гораздо большую роль в газовой хроматографии, чем в жидкостной, так как скорость диффузии в газе в 100—1000 раз выше, чем в жидкости.
В рассчитывается по формуле:
{\displaystyle B=2\gamma D_{G},}
где γ — фактор извилистости каналов протока подвижной фазы (принимает значения от 0 до 1),
DG — коэффициент диффузии анализируемого компонента в подвижной фазе.

### Слагаемое С.
Слагаемое С характеризует массоперенос между неподвижной и подвижной фазами. Его можно назвать сопротивлением переносу массы. Хроматография — процесс динамичный. Почти полное равновесие разделения достижимо только при очень малой скорости подвижной фазы. Поэтому слагаемое С линейно возрастает с увеличением скорости движения подвижной фазы. Для достижения равновесия сначала необходимо, чтобы анализируемое вещество достигло границы раздела фаз, затем перешло из подвижной в неподвижную фазу, адсорбировалось на ней, после чего перешло обратно. По сути происходит осевая (перпендикулярная потоку) диффузия, на которую требуется определённое время. Следовательно, слагаемое С определяется коэффициентом диффузии анализируемого вещества в подвижной и неподвижной фазах, а также величиной расстояния, которое необходимо преодолеть молекулам (здесь наиболее критична толщина слоя неподвижной фазы). В отличие от слагаемого В, для быстрого эффективного массопереноса необходимо высокое значение коэффициента диффузии.
С рассчитывается по формуле:
{\displaystyle C={\frac {8}{\pi ^{2}}}\times {\frac {k}{1+k}}\times {\frac {d_{L}^{2}}{D_{L}}},}
где — k — фактор удерживания,
dL — средняя толщина плёнки неподвижной фазы, нанесённой на подложку,
DL- коэффициент диффузии аналита в жидкой неподвижной фазе.